# Skąponogi
Skąponogi, skąpotchawce (Pauropoda) – gromada stawonogów zaliczanych do wijów. osiągające długość ciała do 2 mm. Dotąd opisano około 780 gatunków skąponogów, z których około 30 znanych jest z Polski.

## Budowa ciała

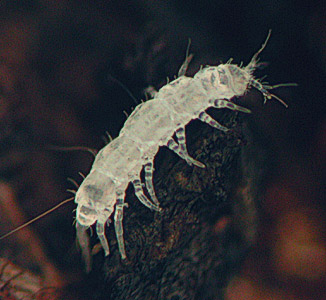
Skąponóg z USA

Istnieją zarówno formy wysmukłe o zwinnych i stosunkowo długich odnóżach, lecz można też spotkać formy krępe, owalne w zarysie, mało ruchliwe. Ciało pierwszych pokryte jest cienkim, gładkim zwykle oskórkiem, najczęściej bezbarwnym lub białawym, natomiast u drugich oskórek jest gruby, a ich powierzchnia ciała nierzadko żółtawa lub brunatnawa, ma charakterystyczną rzeźbę oraz guzki lub kolce. Powierzchnia ciała skąponogów jest pokryta licznymi włoskami rozmaitego kształtu, będącymi narządami dotyku. Szczególną uwagę zwracają długie szczecinki tzw. trichobothria, umieszczone na płytkach grzbietowych lub obok nich. Ciało tych organizmów składa się zwykle z 11, wyjątkowo z 12 segmentów. Pierwszy segment za głową jest słabo rozwinięty, mniejszy od pozostałych i nie ma przysadek. Liczba tergitów jest z reguły mniejsza, aniżeli liczba segmentów i wynosi 6, gdyż ich grzbietowe odcinki 1, 4, 6, 8 i 10 segmentu uległy skróceniu. U większości skąponogów na 11 segmentach znajduje się 9 par odnóży krocznych. Nieliczne mają 11 par odnóży krocznych, a podrodzaj Decapauropus, o tułowiu złożonym z 12 segmentów, ma 10 par odnóży.
Głowa jest wyraźnie wyodrębniona, powstała ze zlania się 5 segmentów. Na 4 i 5 segmencie głowowym są narządy gębowe, w postaci jednej pary żuwaczek i jednej pary szczęk. Otwór gębowy jest nieco przesunięty ku tyłowi i okrywa go warga górna. Żuwaczki są silne u Hexamerocerata, a u innych skąponogów są bardzo delikatne. Szczęki składają się z 3 członów, lecz nie mają głaszczki. Między połowami szczęk leży trójkątna, zaokrąglona płytka powstała ze sternitu – segmentu szczęk. Na głowie znajduje się 1 para czułków, składają się one z 4-6 grubych członów nasadowych, na których osadzone są dwie krótkie gałązki, zakończone delikatnymi, długimi biczykami. Górna gałązka kończy się pojedynczym, długim, cienkim biczykiem, a dolna ma 2 biczyki. Między nimi jest osadzony na nóżce narząd zmysłu tzw. globulus. Skąponogi nie mają oczu, lecz po bokach głowy mają dwa duże, podobne do oczu, nibyoczka.

## Układ pokarmowy i odżywianie
Schitynizowane jelito przednie przechodzi w trzecim segmencie w obszerne jelito środkowe, niemające bocznych wypuklin. W segmencie preanalnym znajduje się jelito tylne podzielone na wąski kanalik i obszerny, wysłany chityną pęcherzyk jelita prostego. Sposób odżywiania został zbadany tylko u nielicznych gatunków. Przedstawiciele rodzaju Pauropus i Allopauropus wysysają strzępki grzybni pleśni. W przewodzie pokarmowym wymienionych skąponogów, mających bardzo delikatne szczęki, znajdowano tylko pokarm płynny, to u rodzaju Millotauropus, wyposażonego w szczęki silniejsze, stwierdzono w jelicie kawałki grzybni i zarodni oraz włoski drobnych stawonogów.

## Narządy wydalnicze i wydalanie
Narządy te są u skąponogów słabo zbadane. Należy tu gruczoł szczękowy, pełniący prawdopodobnie rolę gruczołu wydzielania, to samo odnosi się do dwóch par gruczołów uchodzących w pobliżu otworu ustnego. Natomiast narządami wydalniczymi jest para cewek Malpighiego, stanowiących wypustki jelita tylnego i biegnących pod jelitem środkowym ku przodowi, aż do trzeciego segmentu tułowia.

## Układ krążenia
Skąponogi nie mają układu krążenia, co wiąże się z drobnymi rozmiarami ciała i jest cechą wtórną, która wystąpiła na pewnym etapie ich rozwoju rodowego.

## Układ oddechowy
Układ ten występuje tylko u Millotauropodidae i ma bardzo uproszczoną budowę. Jego przetchlinki znajdują się na biodrach nóg krocznych. Zwykle łączą się one z krótkimi tchawkami i tylko z bioder 1 pary nóg, nie rozgałęziając się, dochodzą aż do głowy. Ogromna większość skąponogów nie posiada specjalnego układu oddechowego. Oddychanie skórne ułatwia im silnie rozwinięte ciało tłuszczowe.

## Układ nerwowy
Centralny układ nerwowy jest u tych zwierząt, w stosunku do ich drobnych rozmiarów, bardzo silnie rozwinięty, co dotyczy mózgu i pnia brzusznego. "Mózg" zajmuje u nich nie tylko puszkę głowową, lecz jego zwoje wnikają aż do drugiego segmentu tułowia. Biegnący wzdłuż ciała pień nerwowy ma tylko segmentalnie rozmieszczone zgrubienia, ale nie jest poza tym rozczłonkowany.

## Układ rozrodczy
Skąponogi to zwierzęta rozdzielnopłciowe. Męski gruczoł płciowy, leżący na grzbietowej stronie ciała, ma u Pauropus silvaticus cztery woreczkowate rozszerzenia, leżące jedne za drugimi. Z każdego z nich wybiega długi przewód wyprowadzający, rozszerzający się w pęcherzyk nasienny. Wszystkie pęcherzyki nasienne łączą się w nieparzysty przewód, rozdzielający się w parzysty przewód wytryskowy, uchodzący na zewnątrz pomiędzy biodrami trzeciej pary odnóży krocznych, na szczycie dwóch małych brodawek płciowych.
Nieparzysty wydłużony jajnik leży między jelitem a brzusznym pniem nerwowym. Ma on zasadniczo dwa jajowody, z których jeden jest w pełni rozwinięty i funkcjonalny przechodzi w przedsionek oraz w zbiornik nasienia. Narządy płciowe samicy uchodzą na stronie brzusznej trzeciego segmentu tułowiowego. U obu płci gonady zawiązują się na stronie brzusznej poniżej jelita.
Jaja są bogate w żółtko. Jedne gatunki składają je pojedynczo np. w spękaniach kawałka drewna, u innych gatunków samica siedzi na bryłce jaj. Młode opuszczają osłonki jajowe jako nieruchome stadium spoczynkowe, z czułkami oraz zawiązkami dwóch pierwszych par nóg krocznych. Stadium to linieje i następna larwa ma ciało złożone z 6 segmentów i 3 par nóg krocznych. Druga larwa ma 5 par nóg, trzecia 6, a czwarta 8. Zwierzęta dochodzą do dojrzałości płciowej po wykształceniu 9 par odnóży, choć u niektórych rodzajów dalsze pary odnóży wyrastają po następnych wylinkach.

## Ekologia i rozmieszczenie geograficzne
Przebywają w lasach, w miejscach o stałej wilgotności, na spodniej stronie kamieni, butwiejącym drewnie, wśród opadłych liści lub też w kompostach, a nawet pod kępami torfowców. Kilka gatunków żyje na brzegu morskim, pod wielkimi kamieniami, leżącymi na granicy zasięgu fal. Niektóre gatunki przebywają w środowiskach synantropijnych, jak ogrody i cieplarnie. Większość skąponogów żyje w krajach tropikalnych i subtropikalnych. W miarę posuwania się na północ liczba gatunków szybko maleje i w Europie z Finlandii znane są tylko 3 gatunki.

## Filogeneza
Stawonogi te w stanie kopalnym nie są znane. O ich pochodzeniu można wnioskować tylko na podstawie cech anatomiczno-porównawczych, które wskazują, iż są one grupą starożytną, zachowującą szereg prymitywnych cech budowy.

## Systematyka
Obecnie wyróżnia się dwa rzędy skąponogów:
- Hexamerocerata -należy tu jedna rodzina.
- Tetramerocerata -należy tu 8 rodzin zgrupowanych w 3 nadrodziny.